# Cornelia Roider
Cornelia Roider (* 9. Juli 1994 in Oberndorf bei Salzburg) ist eine ehemalige österreichische Skispringerin.

## Werdegang
Roider, die das Skigymnasium Stams besuchte und für den SC Seekirchen startete, gab am 12. August 2007 in Bischofsgrün ihr Debüt im Skisprung-Continental-Cup. In ihrer ersten Saison blieb sie dabei ohne Punktegewinn. Am 8. Dezember 2009 gelang ihr in Rovaniemi erstmals der Gewinn von Continental-Cup-Punkten. Bei der Juniorenweltmeisterschaft 2010 in Hinterzarten sprang Roider auf den 13. Platz im Einzelspringen. Am 7. Februar 2010 erreichte sie mit dem 15. Platz in Ljubno ihr bislang bestes Einzelresultat. Bei der FIS-Ladies-Winter-Tournee 2010 konnte sie in Braunlage auf den 29. Platz springen und erreichte so in der Tournee-Wertung den 32. Platz. Die Saison 2009/10 beendete sie auf dem 42. Platz in der Continental-Cup-Gesamtwertung. Bei der Juniorenweltmeisterschaft 2011 in Otepää erreicht sie im Einzel den 15. Platz. Sie sprang bei den OPA-Spiele in Baiersbronn 2011 auf den vierten Platz. In der Saison 2010/11 waren mit Platz sechs und acht ihre besten Saisonergebnisse. In der Continental-Cup-Gesamtwertung kam sie auf Platz 30. Am 3. Dezember 2011 gab sie ihr Debüt im Weltcup in Lillehammer, wurde 44 und verpasste den zweiten Durchgang. Vier Wochen später konnte sie mit Platz 29 und 27 in Hinterzarten ihre ersten Weltcuppunkte sammeln. Eine Woche später erreicht sie nochmal die Plätze 29 und 27 beim Weltcupspringen in Val di Fiemme. Danach erreichte sie im weiteren Verlauf der Saison nicht mehr den zweiten Durchgang. Mit 12 Punkten erreichte sie in der Weltcupgesamtwertung den 44. Platz. Bei ihrer Dritten Juniorenweltmeisterschaft 2012 in Erzurum sprang sie im Einzel auf den 30. Platz und im Team auf den achten Platz. In der Alpencup-Saison 2012/13 sprang sie in Einsiedeln auf den 7. Platz.

## Erfolge

### Weltcup-Platzierungen
| Saison  | Platz | Punkte |
| ------- | ----- | ------ |
| 2011/12 | 44.   | 12     |

### Continental-Cup-Platzierungen
| Saison  | Platz | Punkte |
| ------- | ----- | ------ |
| 2009/10 | 42.   | 044    |
| 2010/11 | 30.   | 167    |
| 2011/12 | 31.   | 043    |

### National
| Österreichische Jugendmeisterschaften | Österreichische Jugendmeisterschaften | Österreichische Jugendmeisterschaften | Österreichische Jugendmeisterschaften |
| ------------------------------------- | ------------------------------------- | ------------------------------------- | ------------------------------------- |
| Silber                                | 2010 in Seefeld                       | Silber im Einzel Junioren             |                                       |

| Österreichische Schülermeisterschaften | Österreichische Schülermeisterschaften | Österreichische Schülermeisterschaften | Österreichische Schülermeisterschaften |
| -------------------------------------- | -------------------------------------- | -------------------------------------- | -------------------------------------- |
| Silber                                 | 2008 in Villach                        | Silber im Einzel Schüler II            |                                        |
| Gold                                   | 2009 in Achomitz                       | Gold im Einzel Schüler II              |                                        |